# حلا رجب
حلا رجب (16 فبراير 1987 -)، ممثلة سورية. عرفت من خلال دوريها بمسلسلي ياسمين عتيق، وسكر وسط.  وهي زوجة الفنان يزن خليل.

## أعمالها
- (2011) بقعة ضوء ج8
- (2012) بقعة ضوء ج9
- (2013) ياسمين عتيق
- (2013) سكر وسط
- (2014) صرخة روح ج2
- (2014) بواب الريح
- (2014) باب الحارة ج6
- (2015) عناية مشددة
- (2015) حرائر
- (2015) بانتظار الياسمين
- (2015) باب الحارة ج7
- (2016) صرخة روح ج3
- (2016) أيام لا تنسى
- (2017) شبابيك
- (2019) هوا أصفر
- (2019) ناس من ورق
- (2019) مسافة أمان
- (2019) ممالك النار
- (2020) ما بين حب وحب
- (2021)  الكندوش
- (2021) خريف العشاق
- (2021) صقار
- (2022)  مع وقف التنفيذ
- (2022) حارة القبة الجزء الثاني
- (2023)  مسلسل العربجي
- (2024) مسلسل العربجي 2

## وصلات خارجية
- حلا رجب على موقع قاعدة بيانات الأفلام العربية